# Dion Ørnvold
Dion Ørnvold, né le 17 octobre 1921 à Copenhague et mort le 23 janvier 2006, est un footballeur international danois. Il évoluait au poste de milieu.

## Biographie

### En club
Dion Ørnvold commence sur les terrains au Kjøbenhavns Boldklub en 1941,.
Avec son club, il est triple Champion du Danemark en 1948, 1949 et en 1950.
Ørnvold est transféré dans le club italien de la S.P.A.L. en 1951.
Au total, en Serie A, il dispute 22 matchs pour aucun but inscrit lors de son passage.
Il raccroche les crampons après une unique saison en Italie.

### En équipe nationale
International danois, il reçoit 18 sélections pour aucun but marqué en équipe du Danemark entre 1947 et 1951,.
Son premier match en sélection a lieu le 21 septembre 1947 contre la Norvège (victoire 5-3 à Aker) dans le cadre du Championnat nordique.
Il fait partie du groupe danois médaillé de bronze aux Jeux olympiques de 1948. Il dispute quatre rencontres durant le tournoi dont la petite finale remportée contre la Grande-Bretagne.
Son dernier match en sélection a lieu le 17 juin 1951 contre l'Autriche (match nul 3-3 à Copenhague).

## Palmarès
| Kjøbenhavns Boldklub - Championnat du Danemark (3) : - Champion : 1947-48, 1948-49 et 1949-50. |  | Danemark - Jeux olympiques : - Bronze : 1948. |